# Ken Kesey
Ken Elton Kesey (ur. 17 września 1935 w La Junta, zm. 10 listopada 2001 w Laytonville) – amerykański pisarz związany z beatnikami w latach 50. i hippisami w latach 60., wyrażający w swojej twórczości sprzeciw wobec społecznych i mentalnych form zniewolenia człowieka. Współzałożyciel komuny hippisowskiej o nazwie Merry Pranksters, do której należeli m.in. członkowie zespołu folk rockowego, Grateful Dead.
Kesey miał nonkonformistyczny styl bycia oraz burzliwą biografię z przygodami z substancjami psychodelicznymi, oraz konfliktami z prawem. Pod koniec lat 60. XX w. wraz z rodziną przeniósł się do Oregonu, aby prowadzić spokojne życie farmera. 
Znany zwłaszcza dzięki powieści Lot nad kukułczym gniazdem.

## Życiorys
Urodził się w La Junta w stanie Kolorado. Wkrótce jego rodzina przeniosła się do Oregonu, gdzie pisarz mieszkał aż do śmierci.
Studiował teatroznawstwo, uprawiał zapasy, następnie zaś uczył się pisarstwa dzięki stypendium na kalifornijskim Uniwersytecie Stanforda. Jego debiut powieściowy z 1962 roku: znany i zekranizowany Lot nad kukułczym gniazdem został entuzjastycznie przyjęty zarówno przez czytelników, jak i krytykę, podobnie zresztą jak kolejna powieść Czasami wielka chętka (1964).
W 1964 wraz z Nealem Cassadym i innymi przyjaciółmi beatnikami, których nazwał Merry Pranksters, zorganizował wycieczkę przez Stany Zjednoczone szkolnym busem Furthur, która stanowiła przemyślaną próbę odłączenia się od społeczeństwa. Wrażenia z podróży zostały opisane w książce Toma Wolfe’a The Electric Kool-Aid Acid Test (1968). W tym samym roku w Nowym Jorku Cassady przedstawił Keseya Jackowi Kerouacowi i Allenowi Ginsbergowi, dzięki którym pisarz poznał i zaprzyjaźnił się na stałe z prorokiem LSD Timothym Learym.
Na pewien czas Kesey zarzucił jednak pisanie, włączając się aktywnie w ruch kontestatorski. Był jednym ze współzałożycieli komuny Merry Pranksters, do której należeli m.in. członkowie zespołu Grateful Dead. Dwukrotnie aresztowany za posiadanie marihuany, upozorował samobójstwo i uciekł do Meksyku; po powrocie został skazany na pół roku więzienia. Z czasem wydał trzy zbiory krótkich tekstów: Garage Sale (1973), Skrzynka demona (1986), oraz The Further Inquiry (1991). W 1990 roku opublikował powieść Jaskinie, napisaną wspólnie z trzynastoma studentami w ramach zajęć z pisarstwa na University of Oregon. Zakończył także zarzuconą wcześniej powieść Pieśń żeglarzy, która ukazała się w 1992 roku.
Zmarł 10 listopada 2001 z powodu raka wątrobowokomórkowego.
W rodzinnym mieście Eugene znajduje się dziś pomnik pisarza.

## Twórczość
Kesey sam mówił o sobie: „Byłem zbyt młody, by być beatnikiem, a zbyt stary, by być hippisem”.
Najgłośniejszą powieścią Kena Keseya jest Lot nad kukułczym gniazdem (1962), która w samych Stanach Zjednoczonych rozeszła się w nakładzie ponad 8 milionów egzemplarzy, i niemal od pierwszego wydania na trwałe zapisała się do klasyki literatury współczesnej. Obraz szpitala psychiatrycznego obecny w powieści jest summą doświadczeń pisarza, który jako student wziął udział w rządowym programie badań nad środkami psychomimetycznymi prowadzonymi przez szpital psychiatryczny.
Drugą wielką powieścią Keseya jest Czasami wielka chętka (1964) – wielotomowa saga rodziny Stamperów, zamieszkujących północny Oregon. Główny wątek powieści, mówiący o konflikcie braci Stamper, nawiązuje do wzoru tragedii antycznych.
W 1994 roku wydał quasi-powieść Rodeo, będącą wspomnieniem największego rodea w historii Stanów Zjednoczonych, które odbyło się w roku 1911 w Pendleton.
Często pisał pod wpływem LSD, meskaliny, marihuany i innych psychodelików.

### Publikacje
- Lot nad kukułczym gniazdem (1962)
- Czasami wielka chętka (1964)
- Kesey’s Garage Sale (1973) – zbiór esejów i opowiadań
- Demon Box (1986) – zbiór esejów i opowiadań
- Little Tricker the Squirrel Meets Big Double the Bear (1990)
- The Sea Lion (1991)
- Pieśń żeglarzy (1992)